# Ron Killings
Ronnie Aaron Killings (* 19. Januar 1972 in Atlanta, Georgia), besser bekannt unter seinen ehemaligen Ringnamen R-Truth, ist ein US-amerikanischer Wrestler. Er steht bei World Wrestling Entertainment (WWE) unter Vertrag und tritt aktuell unter den Namen Ron Killings auf. Er wurde zwei Mal WWE United States Champion und hält mit 54 Gewinnen der WWE 24/7 Championship formal den Rekord für die meisten Titelgewinne in der Geschichte der WWE, wenngleich die 24/7 Championship durch einen speziellen Vergabemodus kaum mit anderen Titeln vergleichbar ist.

## Leben
Killings wurde in Atlanta geboren und wuchs in Charlotte, North Carolina auf. Während seiner Zeit auf der High School spielte er American Football, lehnte jedoch ein College-Stipendium ab, weil er eine Karriere als Musiker vorzog. Nachdem er mit 16 Jahren die Schule verlassen hatte, versuchte er, durch Drogenhandel eine Musik-Karriere zu finanzieren. Er wurde jedoch festgenommen und zu 13 Monaten Gefängnis verurteilt.
Nachdem er wieder freigekommen war, nahm er einen normalen Job an. Später traf er Jim Crockett, einen Angestellten der National Wrestling Alliance. Dieser überzeugte Killings nach einiger Zeit, eine Karriere als Wrestler zu beginnen.
Killings heiratete Pamela Killings am 7. April 2011. Ihre Tochter wurde am 15. November 2014 geboren. Er hat vier weitere Kinder aus früheren Beziehungen.

## Wrestling-Karriere

### Independent-Ligen
1997 debütierte Killings in der Promotion Pro Wrestling Federation und war dort zunächst nur als Ringbegleiter verschiedener Wrestler eingesetzt, da er das Gimmick eines Managers erhalten hatte. 1999 gab Killings sein aktives Wrestling-Debüt in der NWA Wildside, als er unter dem Ringnamen K-Crush antrat. Hier gewann er im Dezember des gleichen Jahres die neu formierte NWA Wildside Television Championship. 2002 startete Killings unter dem Ringnamen K. Malik Shabazz kurzfristig bei Xtreme Pro Wrestling. Er bildete dort mit Salid Jihad und Raphael Muhammed das Stable The New Panthers. Nach einigen Matches wechselte Killings erneut die Promotion, als er nun bei NWA/TNA unterschrieb.

### World Wrestling Federation (1999–2002)
2000 unterschrieb Killings einen Entwicklungsvertrag für zwei Jahre bei der damaligen World Wrestling Entertainment (WWF) und wurde dort zur Farmliga Memphis Championship Wrestling geschickt. Im April 2000 gewann er eine Battle Royal um den vakanten MCW Southern Heavyweight Championship, verlor diesen Titel jedoch im Mai an Jerry Lawler. Von August bis November hielt Killings den Titel erneut.
Nach relativ kurzer Zeit in der MCW debütierte er Ende des Jahres 2000 im Hauptkader der WWF an der Seite von Road Dogg, mit welchem er eine kurze Zeit lang ein Tag Team bildete, bis sein Partner wegen Drogenproblemen suspendiert wurde.
Im Februar 2001 gewann Killings in einem Match gegen Raven die WWF Hardcore Championship, verlor diese jedoch noch am gleichen Abend aufgrund der damals geltenden 24/7-Regel. Zwei Tage später gewann er diesen Titel erneut, verlor ihn aber wiederum noch am gleichen Abend. Noch im Jahr 2001 wurde Killings von der WWF entlassen.

### Total Nonstop Action Wrestling (2002–2007)

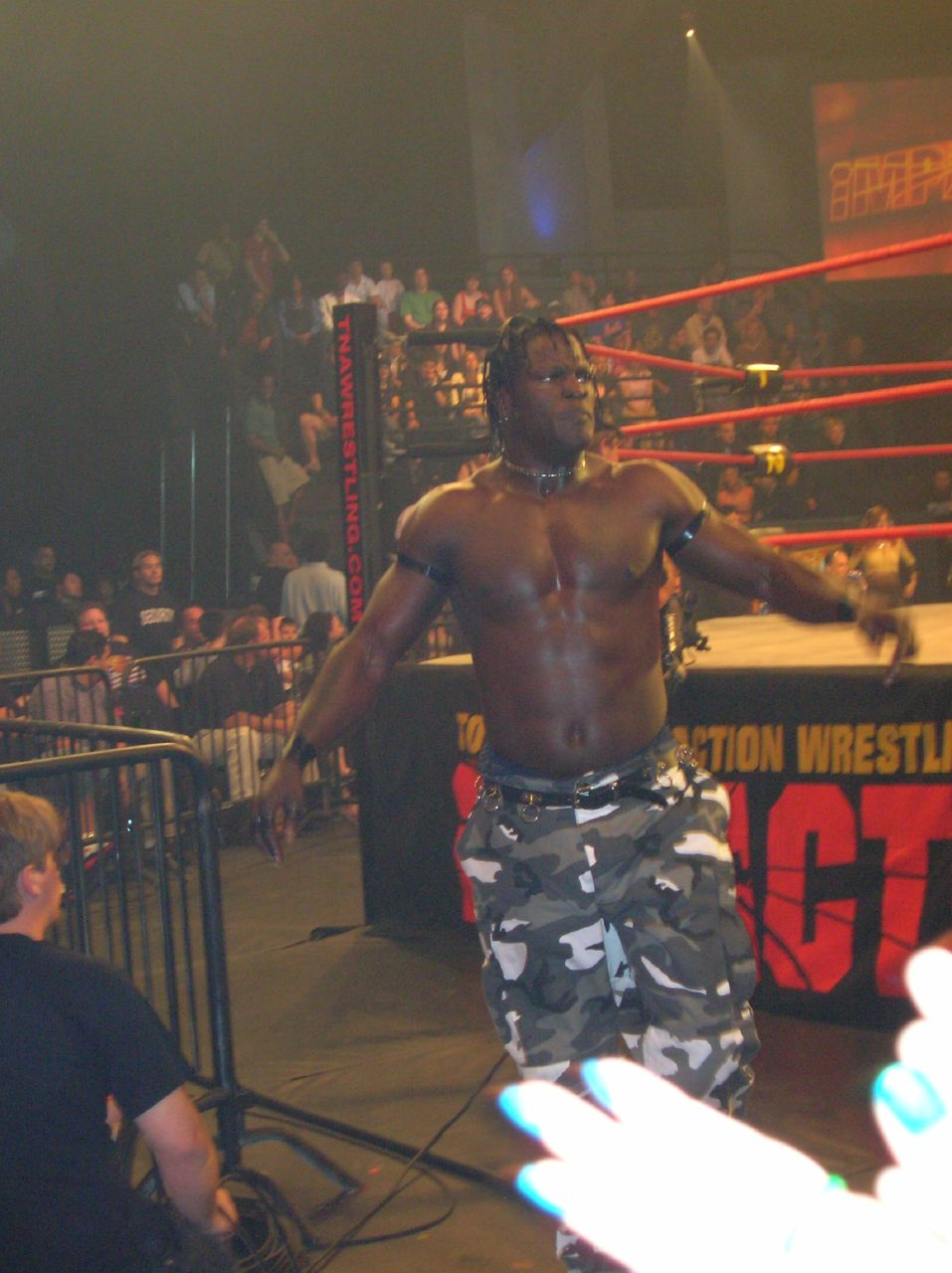
Killings bei Impact.

Ab Juni 2002 war Killings bei Total Nonstop Action Wrestling angestellt, wo er zunächst unter dem Ringnamen K-Crush antrat, bevor er aufgrund einer Storyline in Ron „The Truth“ Killings umbenannt wurde. Im August 2002 gewann er die NWA World Heavyweight Championship, welche er nach einigen Titelmatches wieder verlor.
Ab Mai 2003 bildete er zusammen mit Konnan und B. G. James das Stable 3Live Kru. Im November gewannen sie die vakante NWA World Tag Team Championship in einem Match gegen Simon Diamond, Johnny Swinger und Glenn Gilberti und hielten ihn bis Januar 2004.
Im Mai 2004 gewann Killings erneut die NWA World Heavyweight Championship in einem Four Way Title-Match gegen AJ Styles, Raven und Chris Harris. Im Juni verlor er den Titel in einem King of the Mountain-Match an Jeff Jarrett
Im November 2004 gewannen Konnan und Killings als Tag Team die NWA World Tag Team-Titel und hielten diese bis Dezember 2004.
Im Anschluss daran absolvierte er verschiedene Fehdenprogramme.
Von März bis April 2006 bildete Killings zusammen mit A.J. Styles und Rhino das Stable Sting’s Warriors. Danach bildete Killings ein Team mit Lance Hoyt, musste jedoch Ende des Jahres 2006 verletzungsbedingt pausieren.
Killings kehrte im Juni 2007 aktiv in den Ring zurück. Nach einigen Auftritten in der mexikanischen Asistencia Asesoría y Administración, trat er ab August wieder für TNA an. Zusammen mit Adam „Pacman“ Jones gewann er im September die TNA Tag Team Titel von Kurt Angle und Sting. Im Oktober 2007 verloren sie die Titel an Styles und Tomko.
Während einer Japantour der TNA wurde Killings entlassen, da man in der Promotion nicht mit seinen Leistungen zufrieden war.

### Rückkehr zur WWE und Tag Team-Gold

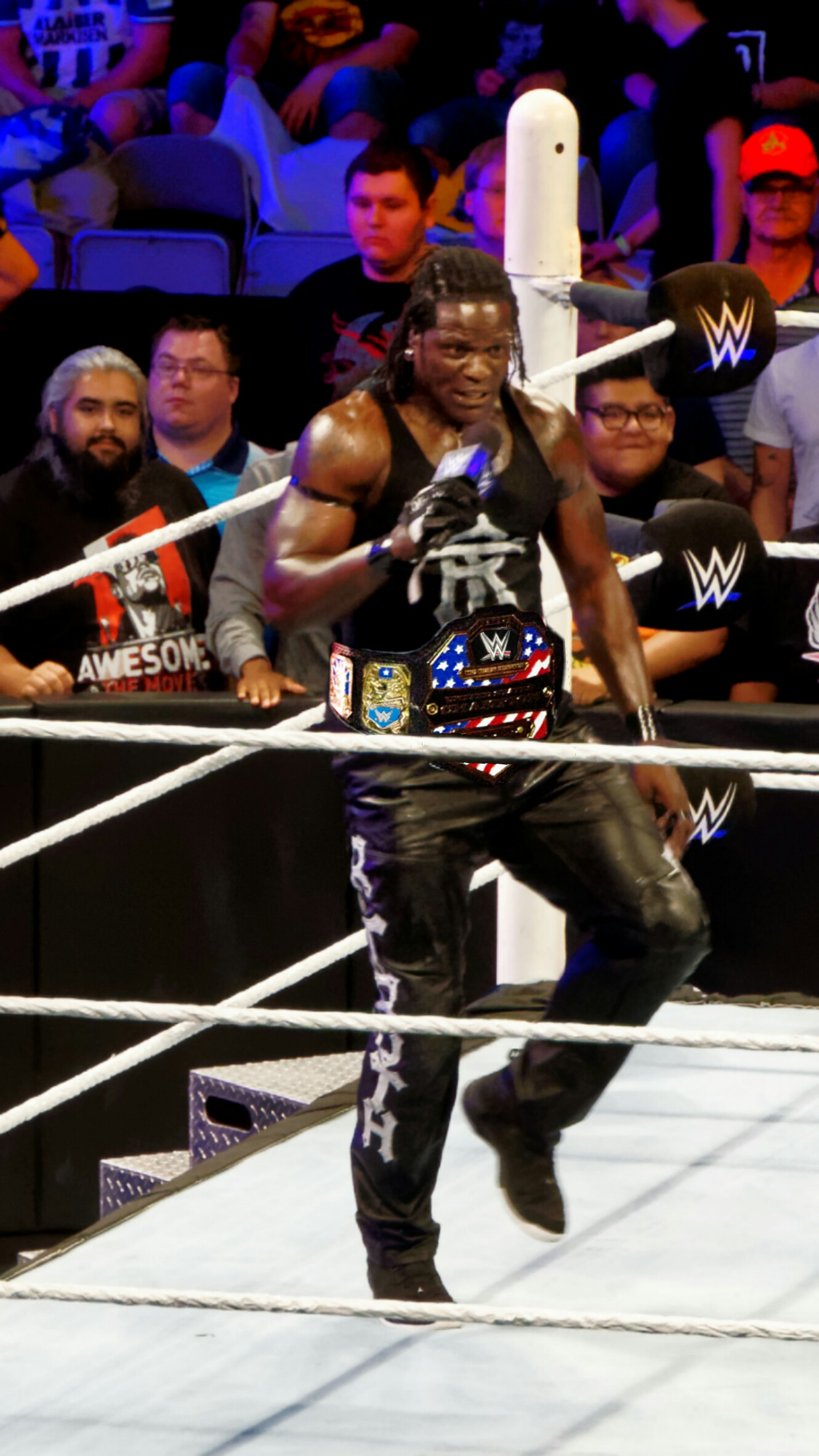
United States Champion Killings im Jahr 2015.

Nach sieben Jahren kehrte Killings im Januar 2008 wieder zu World Wrestling Entertainment zurück. Das offizielle WWE-Debüt von Killings war am 29. August 2008, als er unter dem neuen Ringnamen R-Truth im SmackDown-Roster antrat.
Beim WWE Draft 2010 am 26. April wechselte er zu RAW. Am 24. Mai 2010 gewann er die WWE United States Championship in einem Match gegen The Miz, nachdem der bisherige Titelträger Bret Hart den Titel freiwillig abgab. Den US-Titel verlor er am 14. Juni 2010 wieder an The Miz in einem Match, an dem auch John Morrison und Zack Ryder beteiligt waren.
Ende 2010 wurde Killings Trainer und Mentor von NXT-Rookie Johnny Curtis, welcher die 4. Staffel am Ende gewann. Vom 22. August bis 21. November 2011 bildete er eine Allianz mit The Miz als The Awesome Truth. Diese brach, da Killings am 22. November 2011 auf Grund eines Verstoßes gegen die Wellness-Politik der WWE für 30 Tage suspendiert wurde.
Am 30. April 2012 gewann er bei RAW zusammen mit Kofi Kingston die WWE Tag Team Championship von Primo und Epico. Sie verloren die Titel bei Night of Champions am 16. September 2012 an Daniel Bryan und Kane.
In den Jahren 2016 und 2017 bildete er zusammen mit Goldust das Tag Team The Golden Truth.
2018 gewann Truth zusammen mit seiner Partnerin Carmella (als The Fabulous Truth) die zweite Season von Mixed Match Challenge und bekam dadurch die Startnummer 30 beim Royal Rumble-Match 2019 als „Preis“. Das Finale der Mixed Match Challenge fand beim PPV TLC am 16. Dezember 2018 statt. Hier besiegte The Fabulous Truth das Team Mahalicia, bestehend aus Alicia Fox und Jinder Mahal.
Beim WWE Royal Rumble am 27. Januar 2019 wurde er jedoch auf seinem Weg zum Ring von Nia Jax von hinten attackiert, die daraufhin seinen Platz in der Battle Royal der Männer einnahm. Zwei Tage später, in der SmackDown Show vom 29. Januar 2019 wurde Truth als Entschädigung für die verpasste Teilnahme an der Battle Royal ein Match um die WWE United States Championship gegen Shinsuke Nakamura zugesprochen, welches er überraschend gewinnen konnte. Nur wenige Minuten nach seinem Sieg wurde er von Rusev herausgefordert, der zwei Tage zuvor, beim WWE Royal Rumble, den Titel an Shinsuke Nakamura verloren hatte. Truth konnte jedoch auch dieses Match gewinnen, wurde danach aber von Shinsuke Nakamura und Rusev attackiert und zu Boden geschickt. In den folgenden SmackDown Live-Sendungen startete Truth eine US Championship Open Challenge und konnte den Titel in einem Triple Threat Match gegen Andrade und Rey Mysterio zunächst verteidigen. Die nächste Open Challenge am 5. März 2019 wurde wiederum von Rey Mysterio und Andrade beantwortet, zusätzlich aber auch von Samoa Joe. Ein Fatal 4 Way Match schloss sich an. Dieses Match konnte Samoa Joe gewinnen, indem er Andrade pinnte. Truth verlor somit seinen Titel, ohne selbst gepinnt zu werden nach bereits 35 Tagen Regentschaft.

### 2023–heute: The Miz, John Cena und der "Abschied" von WWE
Nach über einem Jahr verletzungsbedingter Abwesenheit kehrte Truth am 25. November 2023 wieder zurück. Er hatte eine Storyline mit The Judgment Day (Damian Priest, Rhea Ripley, Finn Bálor, „Dirty“ Dominik Mysterio und JD McDonagh), nahm am 27. Januar 2024 am Royal Rumble teil und gründete danach mit The Miz das Duo Awesome Truth neu. Im April konnte er bei WrestleMania XL die Raw Tag Team Championship erringen, die gleichzeitig sein erster Sieg bei Wrestlemania war. Sie behielten die Titel 79 Tage lang, bis sie sie gegen The Judgment Day (Bálor und McDonagh) verloren und das Team sich bald darauf auflöste.
In der SmackDown-Folge vom 14. Februar 2025 wurde Truth zu SmackDown gedraftet und bestritt dort sein erstes Einzelmatch seit 2019, das er gegen Carmelo Hayes verlor. Als Teil seiner komödiantischen Ausrichtung bezeichnete Truth John Cena als seinen „Kindheitshelden“ (obwohl er fünf Jahre älter ist). Dieses Gimmick kam sehr gut an. Nach John Cenas Heel Turn geriet R-Truth bei der Backlash-Pressekonferenz mit ihm in Fehde, als Cena Truth mit einem Attitude Adjustment durch einen Tisch angriff.
Beim darauffolgenden Saturday Night's Main Event verlor R-Truth jedoch gegen Cena. Am 1. Juni 2025 gab R-Truth via Social Media bekannt, dass sein Vertrag nicht verlängert wurde und er WWE nun verlassen würde. Die Folge waren "We want Truth"-Sprechchöre bei Raw, SmackDown und NXT. Bei Money in the Bank am 7. Juni 2025 attackierte Killings tatsächlich dann auch John Cena im Main Event, weswegen dieser von Cody Rhodes gepinnt wurde. Es herrschte große Unklarheit darüber, ob es sich bei der Entlassung und Wiedereinstellung von R-Truth um eine echte Reaktion des Managements auf die Faninitiativen handelte oder um eine geplante Aktion, also Teil der Storyline.  

### Rekordsieger der 24/7 Championship (2019–2022)
In der Raw-Ausgabe vom 20. Mai 2019 gewann Truth, den neu eingeführten WWE 24/7 Championship von Robert Roode. Insgesamt konnte er den Titel 54 mal gewinnen. Hierfür besiegte er Gegner wie Elias, Jinder Mahal, Drake Maverick, Heath Slater, EC3, The Singh Brothers, Mojo Rawley und Akira Tozawa. Während des Royal Rumble Matches der Frauen von 2021 verlor er den WWE 24/7 Championship, gegen Alicia Fox. Den Titel gewann er jedoch zwei Minuten später zurück. Kurze Zeit darauf verlor er ihn wieder an Peter Rosenberg. Am 20. Juni 2022 gewann er bei den Aufzeichnungen von WWE Main Event erneut den Titel, jedoch verlor er diesen wenige Sekunden später an Nikki A.S.H.
Mit 54 Gewinnen ist er mit großem Abstand Rekordsieger der 24/7 Championship. Der Titel war zwar wenig prestigeträchtig, spielte aber im Comedy-Bereich der WWE eine Rolle und verschaffte R-Truth eine konstante Präsenz. Nachdem Triple H die kreative Kontrolle bei WWE übernommen hatte, wurden Comedy-Segmente reduziert und der Titel am 7. November 2022 eingestellt. Mit den 54 Regentschaften der 24/7 Championship (plus seinen weiteren Titelgewinnen) hält er formal den Rekord für die meisten Titelgewinne in der Geschichte der WWE, wenngleich die 24/7 Championship durch ihren speziellen Vergabemodus schwer mit anderen Titeln vergleichbar ist.

## Filmografie
- 2003: Head of State
- 2008: The Wrestler – Ruhm, Liebe, Schmerz (The Wrestler)
- 2016: Break Dance Revolution
- 2018: Blood Brother

## Diskografie

### Studioalben
- 2003: Invinceable
- 2016: Killingit
- 2021: Legacy

### Singles
- 2015: What' Cha Do to Get It (featuring Black Pearl, JA and Big D)
- 2015: Pump It Up (featuring Black Pearl and Iya Champs)
- 2015: Rep My City (featuring Chop Blade)
- 2015: Me Myself and I
- 2016: I Be Like
- 2017: Back Against the Wall (featuring Laroo RTK)
- 2018: That'z Endurance (featuring Mannish Mania)
- 2019: Dance Break (featuring J-Trx)
- 2019: Run It (featuring Leah Van Dale and J-Trx)
- 2020: Set It Off
- 2024: Thank You
- 2024: You Know It (featuring Fabo)
- 2024: Holiday Feel

## Titel und Auszeichnungen

### Titel
- Cyberspace Wrestling Federation
  - 1× CSWF Heavyweight Champion

- Memphis Championship Wrestling
  - 2× MCW Southern Heavyweight Champion

- National Championship Wrestling
  - 1× NCW Television Champion

- NWA Wildside
  - 1× NWA Wildside Television Champion

- Total Nonstop Action Wrestling
  - 2× NWA World Heavyweight Champion
  - 2× NWA World Tag Team Champion mit B.G. James und Konnan
  - 1× TNA World Tag Team Champion mit Adam Jones

- World Wrestling Entertainment
  - 2× World Tag Team Champion jeweils 1× mit Kofi Kingston und The Miz
  - 2× WWF Hardcore Champion
  - 2× WWE United States Champion
  - 54× WWE 24/7 Champion

### Auszeichnungen
- Total Nonstop Action Wrestling
  - 2003: Tag Team Gauntlet for the Gold mit B.G. James

- World Wrestling Entertainment
  - 2009: Bragging Rights Trophy mit Team SmackDown
  - 2018: Mixed Match Challenge Season 2 mit Carmella